# 安特里姆縣
安特里姆縣（英語：Antrim County）是美国密西根下半島北部的一個縣，位於密歇根湖大特拉弗斯湾東岸，面積1,559平方公里。根據2020年美國人口普查，共有人口23,431人。縣治貝萊爾 。該縣成立於1857年2月7日，縣名來自北爱尔兰的同名郡。